# Philoscia humboldtii
Philoscia humboldtii är en kräftdjursart som beskrevs av Karl Wilhelm Verhoeff1926. Philoscia humboldtii ingår i släktet Philoscia och familjen Philosciidae. Inga underarter finns listade i Catalogue of Life.